# توبياس ويلي
توبياس ويلي (بالألمانية: Tobias Willi)‏ (14 ديسمبر 1979 بفرايبورغ في ألمانيا - ) هو لاعب كرة قدم ألماني في مركز الوسط. شارك مع منتخب ألمانيا تحت 21 سنة لكرة القدم. أما مع النوادي، فقد لعب مع نادي دويسبورغ ونادي ريد بل سالزبورغ ونادي فرايبورغ ونادي أوستريا سالزبورغ.

## وصلات خارجية
- توبياس ويلي على موقع إي إس بي إن إف سي (الإنجليزية)
- توبياس ويلي على موقع قاعدة بيانات كرة القدم.إي يو (الإنجليزية)
- توبياس ويلي على موقع عالم كرة القدم.نت (الإنجليزية)